# 俄羅斯入侵烏克蘭時間軸 (2023年3月)

俄羅斯入侵烏克蘭的動態地圖（参见可交互的俄烏戰爭詳細地圖）

本條目主要列出俄罗斯入侵乌克兰在2023年3月的過程。

## 3月1日
俄羅斯表示克里米亞遭到烏克蘭無人機的襲擊，並且俄方將無人機擊退。不過烏克蘭方面否認俄羅斯的指控。

## 3月2日
俄羅斯僱傭兵組織瓦格纳集团的創始人葉夫根尼·普里戈任發布片段，顯示僱傭兵在巴赫穆特內，反映其取得穩步但漸進的進展，危及烏克蘭的補給線。烏克蘭表示，巴赫穆特的戰略價值有限，但正在強烈抵抗，以盡可能令俄羅斯造成損失，並指約有數千名平民仍留在當地。
烏克蘭方面表示，該國在武赫萊達爾摧毀了130輛俄羅斯的坦克和裝甲運兵車。
俄羅斯指控烏克蘭襲擊布良斯克州的兩個村莊，總統普京表示，「新納粹分子」和「恐怖分子」向布良斯克南部地區的平民開火。但這一指控遭到烏克蘭方面否認，反指俄方蓄意挑釁。

## 3月3日
美国宣佈向乌克兰提供4亿美元軍事援助。
美国欧洲司令部司令兼北约欧洲盟军最高司令克里斯托弗·卡沃利表示，俄罗斯全面入侵乌克兰后，到目前为止，俄罗斯已经损失了2000多辆主战坦克。超过20万名俄罗斯士兵和超过1800名军官被杀或受伤。

## 3月4日
烏克蘭軍隊開始從巴赫穆特撤離。
莱茵金属考慮在烏克蘭興建坦克工廠，並就此與烏克蘭政府進行談判。
俄罗斯国防部长绍伊古來到特别军事行动联合部队指挥部召开特别军事行动保障工作会议。俄罗斯国防部还公布了一段绍伊古前往前线视察的视频。
乌克兰国防部长致函欧盟，希望對方每月能向烏克蘭方面提供250,000枚155毫米口徑炮弹，因為乌克兰军队每月要用掉大约110,000发155毫米口徑炮弹。乌克兰国防部长表示，烏克蘭方面由於彈藥短缺，乌克兰军队只能發揮五分之一的水準。乌克兰方面估計如果要抗衡俄羅斯，每月至少要用掉594,000枚炮弹。為增加彈藥產量，北约正在考虑在东欧建立兵工厂。

## 3月5日
两名乌克兰飞行员來到美國考察。這些飛行員正在評估多久才能學會駕駛F-16戰隼戰鬥機。
乌克兰国防部长表示俄罗斯每天的傷亡數量至少有500。

## 3月8日
歐盟各國的國防部長開會討論烏克蘭的炮彈需求。各國國防部長同意採購巨額炮彈。
联合国秘书长古特雷斯在基辅会晤乌克兰总统泽连斯基。這是俄烏戰爭以來古特雷斯第三次到訪烏克蘭。

## 3月9日
俄罗斯向乌克兰的城市发射了约81枚导弹，並出動了8架无人机。乌克兰军方声称击落了34枚导弹和4架无人机。敖德萨和哈尔科夫地区的能源设施遭到打击。基辅、苏梅、文尼察、尼古拉耶夫、第聂伯罗彼得罗夫斯克等多地传出爆炸声。乌克兰全境拉响防空警报並停电。此次攻擊造成烏克蘭方面9人死亡。俄羅斯方面表示此次攻擊是對3月2日烏克蘭襲擊布良斯克州的報復
。
西方官員估計，巴赫穆特戰役期間，俄羅斯傷亡達2萬至3萬，烏克蘭的傷亡只有俄羅斯的五分之一。不過這一數據沒有得到證實。

## 3月13日
挪威決定向烏克蘭提供2套NASAMS。

## 3月16日
波蘭打算在數天之後向烏克蘭提供四架米格-29战斗机。

## 3月17日
斯洛伐克决定向乌克兰提供13架米格-29战斗机。
國際刑事法院以普京在俄羅斯入侵烏克蘭期間非法驅逐和綁架兒童為由對其發出逮捕令。

## 3月18日
美国情报部门证实，乌克兰战场中消耗的彈藥中有部分彈藥來自中国。美国情报部门还证实，一家与中国政府有關聯的中国公司向俄罗斯军队提供了1000支突击步枪、防弹衣和无人机部件。
普京在俄羅斯吞併克里米亚九周年之际到訪克里米亚。
乌克兰军队宣布击落了伊朗制造的无人机。

## 3月19日
普京到訪馬里烏波爾。乌克兰总统顾问形容這是犯罪分子回到犯罪现场。

## 3月20日
中华人民共和国领导人习近平访问莫斯科与普京会面，是普京被国际刑事法院发布逮捕令以来的首次会晤外国领导人。欧盟宣布17个欧盟国家和挪威未来12个月内將向乌克兰提供100万发炮弹。意大利、西班牙、匈牙利等國並未參與歐盟联合采购和运送弹药协议。
美国拜登政府宣布決定向乌克兰提供价值3.5亿美元的新一轮安全援助，其中包括海马斯多管火箭炮弹药、155毫米口径炮弹等物资。

## 3月21日
占科伊發生爆炸，當地電網以及多座建築物受損。
日本首相岸田文雄抵達基辅並会见乌克兰总统泽连斯基。
美國將向烏克蘭提供升級改造過的二手M1艾布蘭主力戰車，英國也將向烏克蘭提供貧鈾彈。
五角大楼新闻秘书帕特·莱德表示，美國国防部在决定向烏克蘭提供M1A1，最快2023年秋天就能交付乌克兰。

## 3月22日
烏克蘭總統澤連斯基來到巴赫穆特前線視察軍隊，看望受傷士兵並向士兵頒獎。
国际货币基金组织同意向乌克兰提供價值156亿美元的援助。

## 3月23日
瑞典批准向乌克兰提供价值62亿克朗的军事援助。
英国国防部表示，俄罗斯已经部分重新控制了通往克雷明纳的直接通道，该镇在2023年早些时候受到乌克兰的直接威胁。

## 3月24日
俄罗斯指责斯洛伐克违反合同向乌克兰交付米格29战斗机。莫斯科联邦军事技术合作局表示，根据1997年签署的协议，斯洛伐克不得在未经俄罗斯同意的情况下将飞机转移到另一个国家。

## 3月26日
北馬其頓宣布將向烏克蘭提供12架Mi-24雌鹿直升机，同時美國將向北馬其頓提供1.39億美元幫助該國購入新型直升機。

## 3月27日
德国方面表示該國已向乌克兰送去了18輛豹二主战坦克。40辆德国的黄鼠狼步兵战车和两辆装甲抢救车也抵達乌克兰。首批英国挑战者坦克抵达乌克兰。

## 3月30日
美國方面表示俄罗斯正寻求从朝鲜获得更多弹药，美方还对一名被控参与朝俄軍事贸易的斯洛伐克男子实施制裁。
俄羅斯逮捕了一名華爾街日報的記者。該記者當時正在報道俄烏戰爭並在報道中提及俄羅斯在西方的制裁下經濟放緩。
俄國總統普京簽署一項例行的春季徵兵令，徵召14萬7000名公民服法定兵役。
乌克兰总统泽连斯基透过视讯对奥地利国会下议院发表演说时，亲俄罗斯的极右派奥地利自由党国会议员即时起身走出议会以示抗议。
美国五角大楼发言人表示，65名乌克兰防空部队人员已结束在美国俄克拉何马州锡尔堡的爱国者防空导弹系统操作培训，回到欧洲。乌克兰国防部表示，當年2月前往英国受训的乌克兰坦克兵已于3月底完成训练并回国。

## 3月31日
烏克蘭舉行儀式，紀念從俄羅斯手上收復基輔市郊的布查鎮一周年，烏克蘭總統澤連斯基以及摩爾多瓦、克羅地亞、斯洛伐克和斯洛文尼亞的領袖一同出席，其中烏克蘭總統澤連斯基表示，對於當地大批平民被殺害，烏克蘭不會遺忘，定必懲罰兇手。
国际货币基金组织批准向烏克蘭提供一項價值156亿美元的援助计划。